# Dança portuguesa do Maranhão

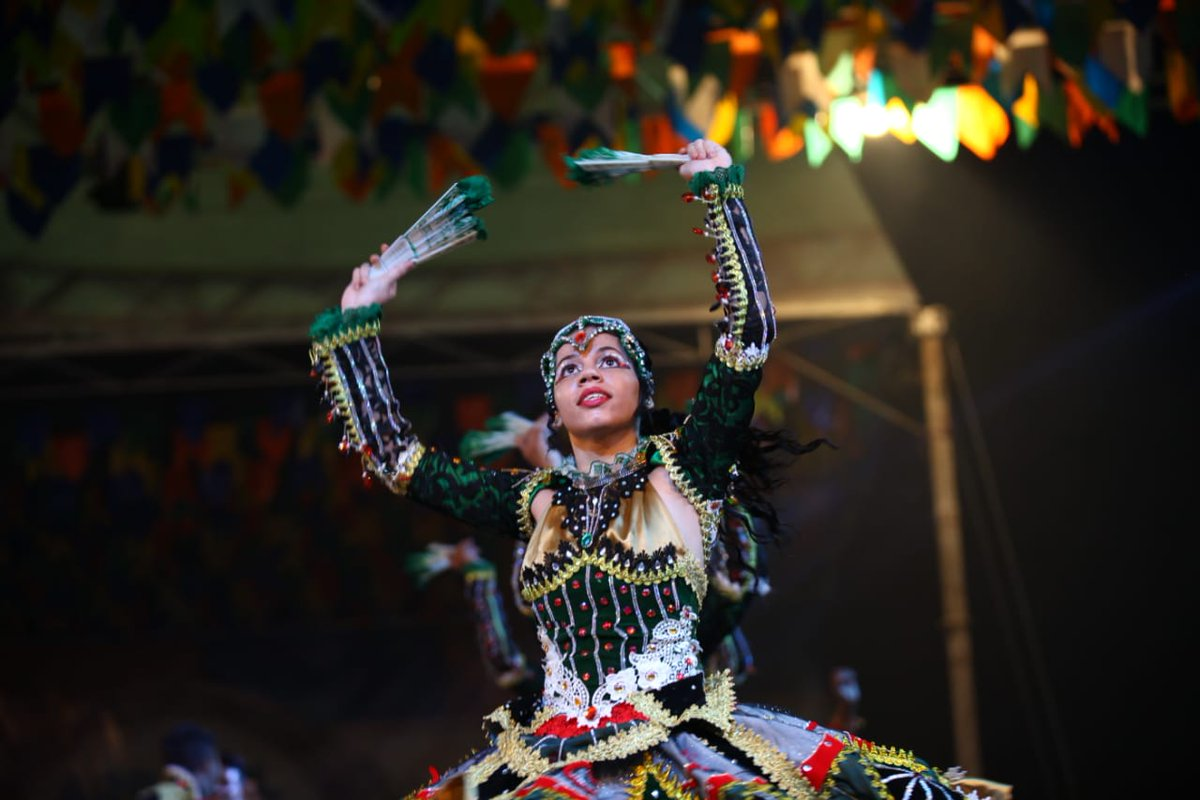
Majestade de Portugal de Rosário

A dança portuguesa é uma herança lusitana deixada pelos nossos colonizadores. Os homens e mulheres dançam em casais, com saltinhos e palmas, como na dança típica lusitana. Os saltinhos, palmas e voltas típicas das danças portuguesas já são parte importante da cultura do Maranhão, no nordeste do Brasil. Mais de 125 grupos apresentam-se em todo o Estado durante as festas dos santos populares e há até um concurso para eleger o melhor. De origem europeia, a dança portuguesa, ganhou forte envolvimento das comunidades do Maranhão, Contribuído e fomentando o folclore Maranhenses, principalmente  no período junino.

## Historia
No ano de 1975 na escola chamada "Ateneu Teixeira Mendes", foi Realizado um evento em que cada classe da escola deveria apresentar um tipo de dança popular no festejo junino escolar. "Liliene Leitão" era uma aluna comum daquela escola, mais teve uma ideia de formar uma dança diferente e se juntou com alguns alunos, e resolveriam se apresentar na escola essa dança incomum para época, a dança Portuguesa.

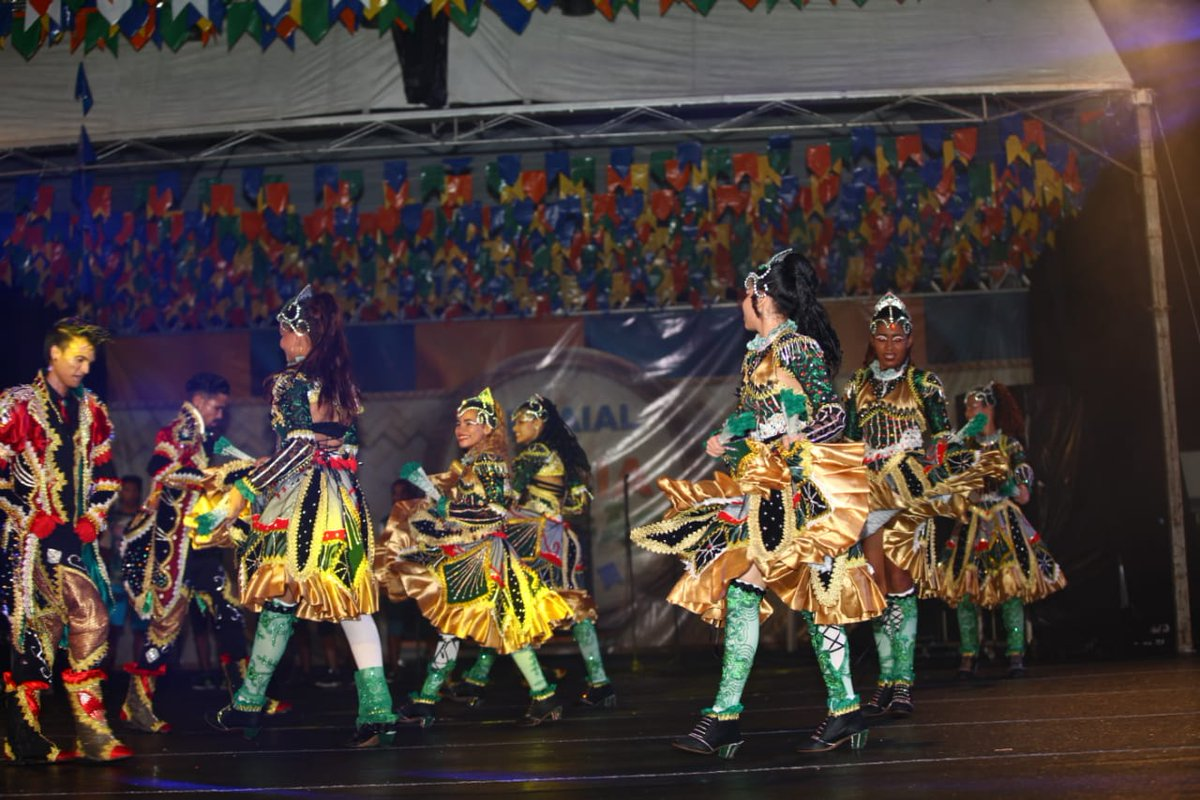
Majestade de Portugal de Rosário

O sucesso  tanto que em 1976 a mãe de "Liliene Leitão", "Maria do Perpetuo Socorro Almeida Leitão" se juntou com outros familiares e amigos e resolveram recriar a dança portuguesa para se apresentar nos arraias de  São Luís (Maranhão) ela era uma portuguesa que morava no Maranhão ensinou os primeiros passos e formou um grupo. Dona Socorro já morreu, mas fez com que as danças portuguesas se tornassem uma tradição maranhense. Com foi intitulada "UMA NOITE EM PORTUGAL" Nascendo assim a primeira dança Portuguesa do Maranhão. 
O trabalho para as apresentações em Junho começa oito meses antes. Os grupos têm, em média, 70 elementos. Mantém a música e os trajes típicos, mas misturam-nos com elementos da cultura brasileira.

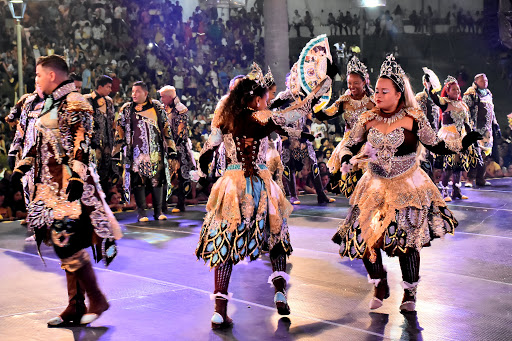
Dança portuguesa

### Característica dos Brincantes

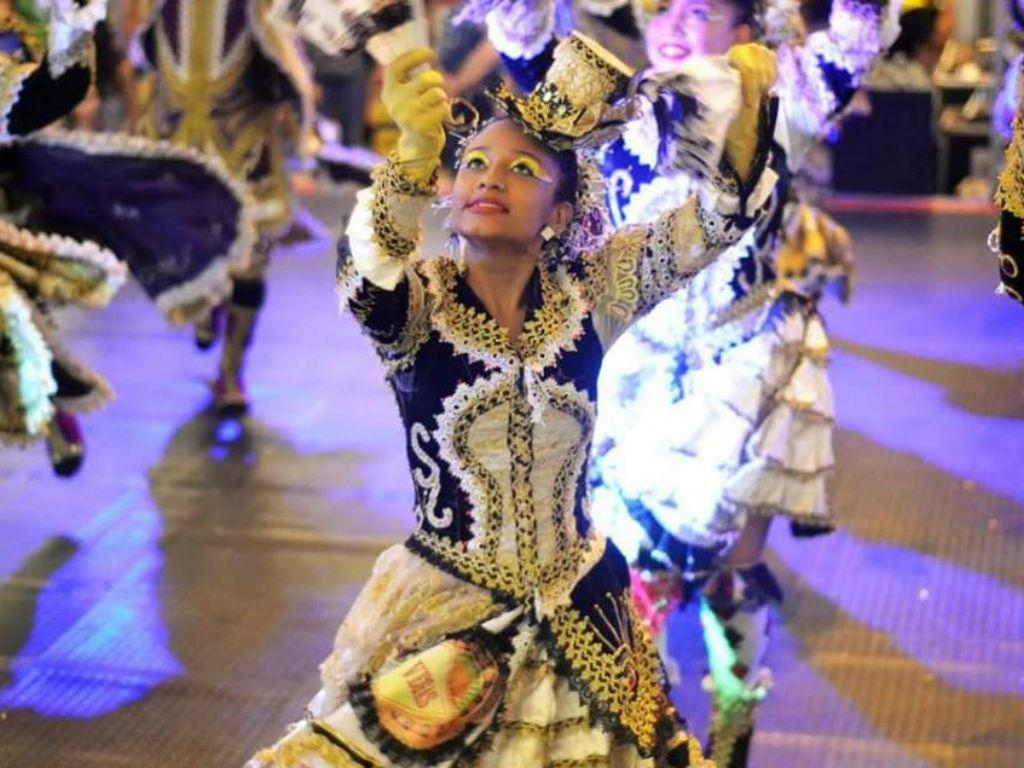
Dança Portuguesa em são Luís

As mulheres usam meias, lenços e leques. 
Os homens usam como adereços chapéus, luvas e bengalas. 
Os pares dançam ao som de fados e viras.

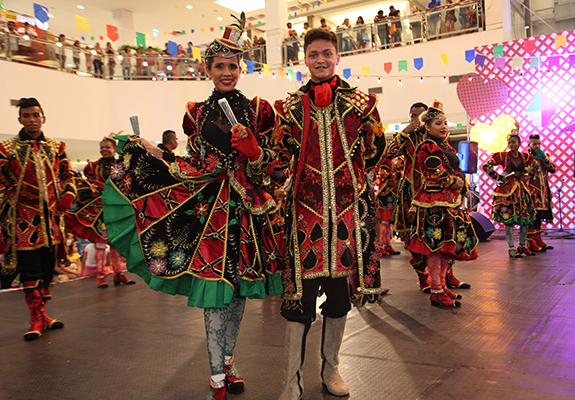
Dança Portuguesa em são Luís

Os trajes são confeccionados com bordados e cores variadas, sendo que as mulheres usam vestidos típicos de Portugal, meias, lenços e leques. Os homens usam chapéus, luvas e botas. Existem muitos grupos de dança portuguesa no Maranhão, onde existem alguns que se destacam como: Dança Portuguesa Raízes de Portugal, Dança Portuguesa Filhos de Lisboa, Dança Portuguesa Império de Lisboa, Dança Portuguesa Encanto de Portugal (Barão de Tromaí - MA). Burguesia de Lisboa e Nobreza de Lisboa ambas de Nina Rodrigues ma.